# Ridolfo Colonna
Titre
Comte de Corse
Ridolfo Colonna aurait été le 4e comte de Corse. Il aurait régné sur la Corse au cours du Xe siècle.

## Biographie
Ridolfo, fils d'Orlando Colonna, aurait pris la succession de son père a la mort de celui-ci. Il serait le 4e comte de Corse issus de la famille Colonna.
À sa mort, à une date inconnue, son fils Guido Colonna lui succède,.
Comme pour son père Orlando et son fils Guido, aucun détail ne nous est parvenu.